# Regelbau 626
La casemate de type Regelbau 626 est une casemate répondant au standard Regelbau. Sa mission est de servir d'abri pour un canon de 75 mm.

## Construction
La construction de la casemate nécessitait d'excaver 1 300 m3 et la coulée de 650 m3 de béton.

## Architecture
La casemate fait 9 m de long, 13,4 m de large et 5,7 m de haut.
Elle est composée d'une chambre de tir avec un plafond métallique. La chambre de tir peut accueillir un canon Pak de 75 mm.

## Exemplaires
Un exemplaire se trouve à Brest.